# Тисона

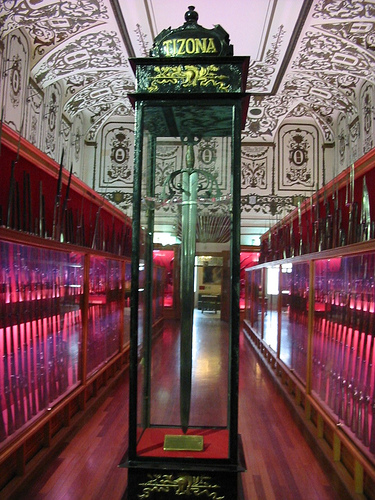
Тисона в бытность её в Королевском Военном Музее Мадрида

Тисо́на, или Тизо́на (исп. Tizona) — меч легендарного испанского героя Родриго Диаса де Вивара, известного также, как Эль Сид и Сид Кампеадор. Упоминается в «Песне о моём Сиде». Меч, предположительно являющийся Тисоной, в данный момент хранится в соборе города Бургоса, родины Эль Сида, и является национальным сокровищем Испании.

## История меча
В соответствии с «Песнью о моём Сиде», анонимным героическим эпосом, написанным между 1195 и 1207 годами, Тисона была взята Сидом в качестве трофея у мавританского короля Букара, убитого им в бою:

У моря с Букаром Сид поравнялся, 
Занес Коладу, сплеча ударил, 
Повыбил из шлема карбункулы разом, 
Навершье рассек, раздробил забрало, 
От лба раскроил до пояса мавра, 
Убил короля из заморского края, 
Добыл Тисону, меч в тысячу марок, 
Победу стяжал в бою небывалом, 
Покрыл себя великою славой. — Песнь о моём Сиде, стих 118
Впоследствии Сид отдал Тисону, вместе с другим своим мечом, Коладой, и другими дарами в качестве приданого братьям-каррьонцам, инфантам Фернандо и Диего Гонсалесам, за которых выдал своих дочерей. Однако вскоре Сид узнал, что инфанты предали его, надругавшись над его дочерьми и присвоив их приданое. В королевском суде Сид требует от братьев-каррьонцев вернуть мечи, и получает их обратно. Тут же он вручает Тисону своему племяннику Педро Бермудесу, который вызывает одного из братьев — Фернандо — на поединок, чтобы тот ответил за честь дочери Сида. Такой же вызов бросает Диего Гонсалесу Мартин Антолинес, близкий соратник Сида, которому тот вручил Коладу.
Далее в «Песни» проявляются мистические свойства мечей Сида. Перед поединком братья-инфанты пребывают в суеверном страхе перед мечами:

Короля они просят с поклоном низким, 
Чтоб Коладой с Тисоной никто не бился.— Песнь о моём Сиде, стих 150
Однако король Альфонсо оставляет их просьбы без внимания. На судебном поединке Педро Бермудес вышибает Фернандо Гонсалеса из седла. Раненый инфант пытается встать и продолжить сопротивление, но сдаётся, лишь увидев Тисону:

Копье бросил Педро и шпагу вынул, 
Но чуть Фернандо Тисону завидел, 
При судьях себя признал он побитым, 
И с поля Бермудес прочь удалился.— Песнь о моём Сиде, стих 150
По имеющимся данным, через некоторое время после смерти Сида меч попал к предкам короля Фердинанда II Арагонского. В 1516 году Фердинанд II пожаловал меч маркизу де Фальсес за преданную службу испанской короне. По легенде, маркиз мог сам выбрать себе дар, однако предпочёл меч землям и дворцам. Считается, что меч являлся в роду маркизов де Фальсес самой ценной семейной реликвией и поэтому сохранился до наших дней. В 1944 году с разрешения владельцев меч был выставлен для экспозиции в Королевском военном музее Мадрида и находился там следующие 63 года. В 2007 году юридический обладатель меча, маркиз Хосе Рамон Суарес дель Отеро и Веллути, продал меч за 1,6 млн евро (2 млн долларов) в собственность региона Кастилия и Леон. Власти региона передали меч в собор города Бургос, где он в настоящий момент экспонируется рядом с могилой Сида.
Через некоторое время после продажи меча министерство культуры Испании заявило, что цена меча сильно завышена по простой причине: по утверждению ответственных лиц министерства меч, который долгое время считался оригинальным клинком Сида, на самом деле является более поздней подделкой, и его реальная цена колеблется в пределах от 200 до 300 тысяч евро. Собственно, в мире специалистов и до этого бытовало мнение о мече, как о подделке, изготовленной в XVI веке. Однако, если эфес меча действительно изготовлен в XVI веке, то его клинок, в соответствии с данными химического анализа, является современником Сида — время его изготовления датируется XI веком. Это отличает существующую сегодня Тисону от меча, считающегося Коладой, вторым мечом Сида — клинок последнего в соответствии с данными исследователей выкован не ранее XIII века и никак не мог принадлежать Сиду.
Таким образом, даже если данный меч не является мечом Сида (никаких документальных доказательств на данный момент не найдено, и история имеющегося меча не прослеживается достаточно достоверно), он представляет собой крайне редкий и очень ценный экземпляр раннесредневекового испанского меча (лишь 4 клинка того времени дошли до наших дней).

## Техническая характеристика

Миниатюрная сувенирная реплика Тисоны

Параметры меча: общая длина 103 см (40,5 дюймов) при общем весе 1,1 кг (2,4 фунта).
Клинок обоюдоострый, имеет ярко выраженное рикассо и дол. По форме и параметрам близок к типу XVIa по Оукшотту. На долах две надписи, выполненные травлением:
- IO SOI TISONA FUE FECHA EN LA ERA DE MILE QUARENTA 
В переводе со средневекового кастильского языка: Я — Тисона, меня сделали в 1040 году
- AVE MARIA ~ GRATIA PLENA ~ DOMINUS TECUM 
Начальная часть молитвы Ave Maria. в переводе с лат. — «Радуйся, Мария, благодати полная, Господь с тобой!»

Недавние исследования, проведённые с применением масс-спектрометрии, показали, что клинок изготовлен в XI веке, предположительно на территории Андалусии (последний вывод сделан по наличию в составе материала клинка большого количества дамаскированной стали, центром производства которой в то время являлась Кордова).
Рукоять — поздняя, «испанского типа», характерная для XV—XVI веков, богато украшена. Эфес очень мал по отношению к клинку, что вызывает определённую разбалансировку меча.

## Меч в современной популярной культуре
Сувенирные реплики Тисоны (как, впрочем, и Колады), изготовляются и реализуются рядом испанских предприятий, таких, как Denix. В целях хотя бы частичного уравновешивания неблагоприятного соотношения клинка и эфеса оригинального меча, рукояти реплик изготовляются намного бо́льшими, нежели у оригинала Кроме того, не существует ни одной реплики, которая хотя бы приблизительно воспроизводила фактическую форму клинка меча, считающегося Тисоной.
Уменьшенные реплики также продаются в качестве сувениров (ножей для бумаги).